# Gisbert Rühl

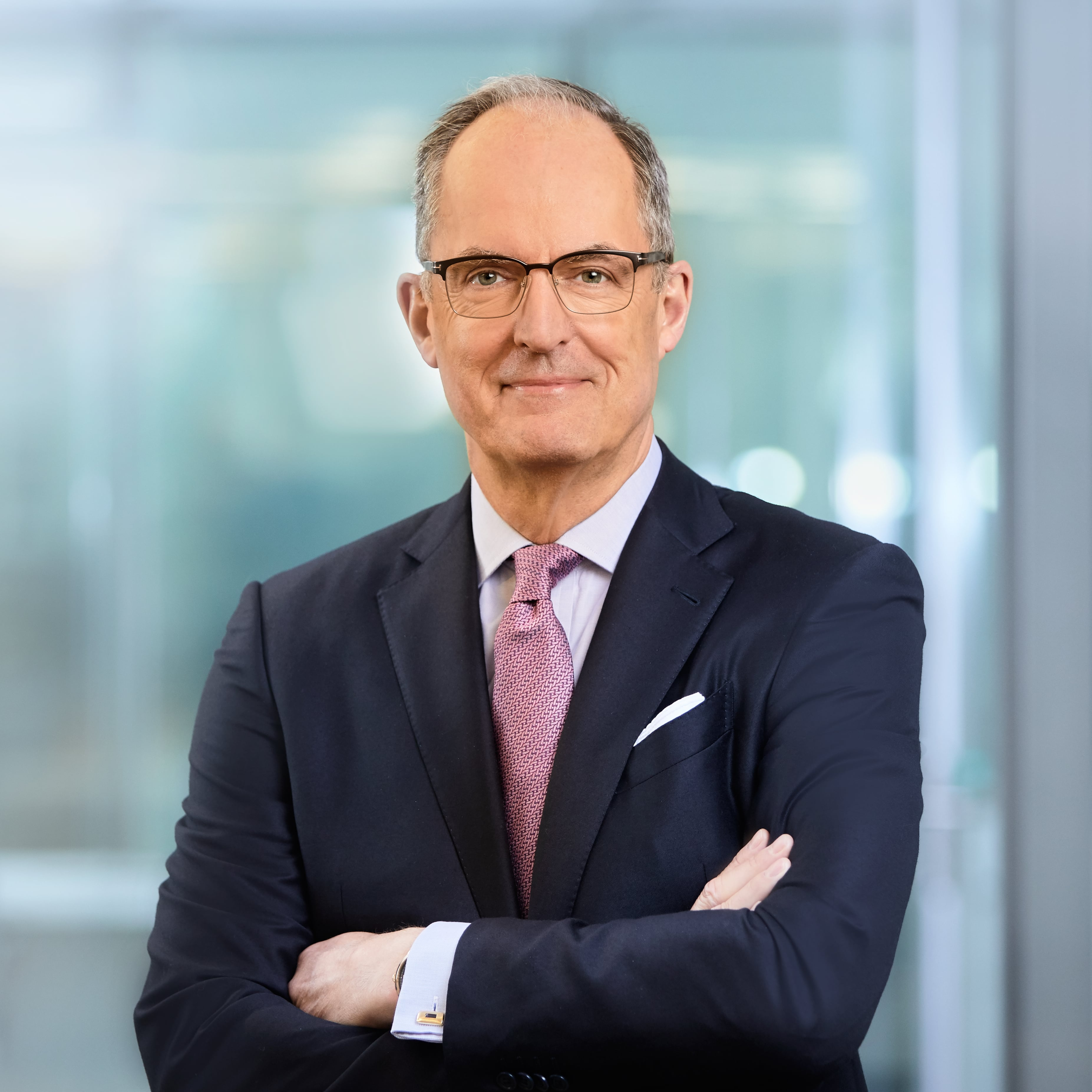
Gisbert Rühl (2019)

Gisbert Rühl (* 4. Februar 1959 in Unna) ist ein deutscher Industriemanager. Von 2009 bis 2021 war er Vorstandsvorsitzender von Klöckner & Co. Der Konzern ist auf den Stahl- und Metallhandel spezialisiert.

## Leben
Rühl wuchs in Bremen auf. Nach dem Abitur studierte er von 1981 bis 1987 Wirtschaftsingenieurwesen an der Universität Hamburg und schloss dort als Diplom-Ingenieur ab.

## Wirken
1987 begann Rühl seine berufliche Tätigkeit bei der Unternehmensberatung Roland Berger. Dort spezialisierte er sich auf strategische Planung. Es folgten Leitungspositionen beim Investmenthaus Matuschka Capital und bei Coutinho, Caro & Co, einem Stahl- und Metallhändler.
1993 wechselte Rühl zum Chemiekonzern Rütgers, wo er das Geschäft im Automobilsektor verantwortete. Von 1999 bis 2001 war er Mitglied des Vorstandes des Anlagenbauers Babcock Borsig und anschließend bis 2005 Partner der Roland Berger Strategy Consultants.
Nach dem Kauf von Klöckner & Co durch die US-amerikanische Private-Equity-Gesellschaft Lindsay Goldberg & Bessemer im Jahr 2005 wurde Rühl zum Finanzvorstand berufen, um den anstehenden Börsengang des Unternehmens vorzubereiten. 2009 wurde er schließlich Vorstandsvorsitzender. Unter seiner Führung wandelte sich der Traditionskonzern zu einem digitalen Plattformbetreiber. Im Mai 2021 übergab er den Vorsitz des Gremiums an Guido Kerkhoff.